# Чемпионат России по хоккею с шайбой среди женщин 1996/1997
Чемпионат России по хоккею с шайбой сезона 1996/1997 среди женских команд проводился с 14 сентября 1996 года по 27 февраля 1997 года. В первенстве страны участвовало шесть команд. Чемпионат проходил по туровой системе — в три этапа, прошедших поочерёдно в Самаре (14—19 сентября 1996 года), Екатеринбурге (7—12 декабря 1996 года) и Омске (23—27 февраля 1997 года) — на каждом этапе все команды провели по пять матчей (по одной игре с каждым из соперников). После первого тура саратовскую «Кристаллочку» заменила женская сборная Казахстана, выступавшая вне конкурса.
Чемпионом России вновь стал ЦСК ВВС Москва (в предыдущем сезоне называвшийся АО «Лужники»), победивший во всех матчах чемпионата, серебряные медали завоевал ХК «Спартак» Екатеринбург, а бронзовые медали завоевал ХК «Локомотив» Красноярск.

## Турнирная таблица
| М | Команда                | И  | В  | Н | П  | ЗШ  | ПШ  | О  |
| - | ---------------------- | -- | -- | - | -- | --- | --- | -- |
|   | ЦСК ВВС Москва         | 15 | 15 | 0 | 0  | 179 | 4   | 30 |
|   | «Спартак» Екатеринбург | 15 | 10 | 0 | 5  | 61  | 41  | 20 |
|   | «Локомотив» Красноярск | 15 | 9  | 0 | 6  | 57  | 51  | 18 |
| 4 | «Спартак» Москва       | 15 | 6  | 0 | 9  | 44  | 66  | 12 |
|   | сборная Казахстана     | 10 | 4  | 0 | 6  | 19  | 34  | 8  |
| 5 | «Авангард» Омск        | 15 | 0  | 1 | 14 | 18  | 128 | 1  |
| 6 | «Кристаллочка» Саратов | 5  | 0  | 1 | 4  | 6   | 60  | 1  |

Примечание: М — место, И — количество игр, В — выигрыши, Н — ничейный результат, П — поражения, ЗШ — забито шайб, ПШ — пропущено шайб, О — очки.